# Micromotion GmbH
Vorlage:Unternehmen
Die Micromotion GmbH ist ein deutsches Unternehmen der Mikrosystemtechnik, gegründet 2001 in Mainz und seit Jahr 2020 mit Sitz in Limburg. Es gilt als Pionier bei der Entwicklung und Produktion von spielfreien Mikrogetrieben auf Basis des LIGA-Verfahrens (Lithographie, Galvanoformung, Abformung). Das Unternehmen entstand 2001 als Ausgründung aus dem Institut für Mikrotechnik Mainz (IMM) und der Harmonic Drive AG.

## Geschichte
Das LIGA-Verfahren wurde in den 1990er Jahren am Institut für Mikrotechnik Mainz entwickelt, um metallische Mikrostrukturen mit hoher Präzision herzustellen. Gemeinsam mit der Harmonic Drive AG entstand daraus die Idee, spielfreie Mikrogetriebe mit Untersetzungen bis 1000:1 in kompakter Bauweise herzustellen. Im Jahr 2001 wurde die Micromotion GmbH gegründet, um die Technologie in die industrielle Anwendung zu übertragen.

## Produkte und Technologien
Micromotion ist auf die Entwicklung und Serienfertigung von spielfreien Micro Harmonic Drive®-Getrieben und spielarmen Micro Planetengetrieben spezialisiert. Diese zeichnen sich durch folgende Eigenschaften aus:
- Spielfreiheit und hohe Untersetzung (120:1 bis 1000:1) bei minimaler Baugröße[2]
- Fertigung von Zahnradstrukturen im Mikrometerbereich (z. B. Zähne mit Breiten von ca. 50–60 µm)[2]
- Einsatz der Direct-LIGA-Technologie zur Herstellung hochpräziser metallischer Mikrobauteile[1][4]

Die Mikrogetriebe werden in den meisten Fällen in kundenspezifischen Systemen als Schlüsselelemente integriert, um präzise rotative und lineare Positioniervorgänge zu ermöglichen. Aufgrund dieser Technologie können Wiederholgenauigkeiten im Winkelskundenbereich bzw. im Nanometerbereich realisiert werden. Die Produkte werden in Bereichen wie Medizintechnik, Halbleiterindustrie, Optik und Raumfahrt eingesetzt.

## Bedeutung
Fachveröffentlichungen und Branchenberichte heben die Rolle des Unternehmens als Vorreiter bei der Überführung des LIGA-Prozesses in marktfähige Präzisionsgetriebe hervor. Das Unternehmen wird zu den sogenannten „Hidden Champions“ in der Mikrosystemtechnik in Rheinland-Pfalz gezählt.